# Ficus virgata
Ficus virgata är en mullbärsväxtart som beskrevs av Reinwardt och Carl Ludwig von Blume. Ficus virgata ingår i släktet fikonsläktet, och familjen mullbärsväxter. Inga underarter finns listade i Catalogue of Life.

## Bildgalleri

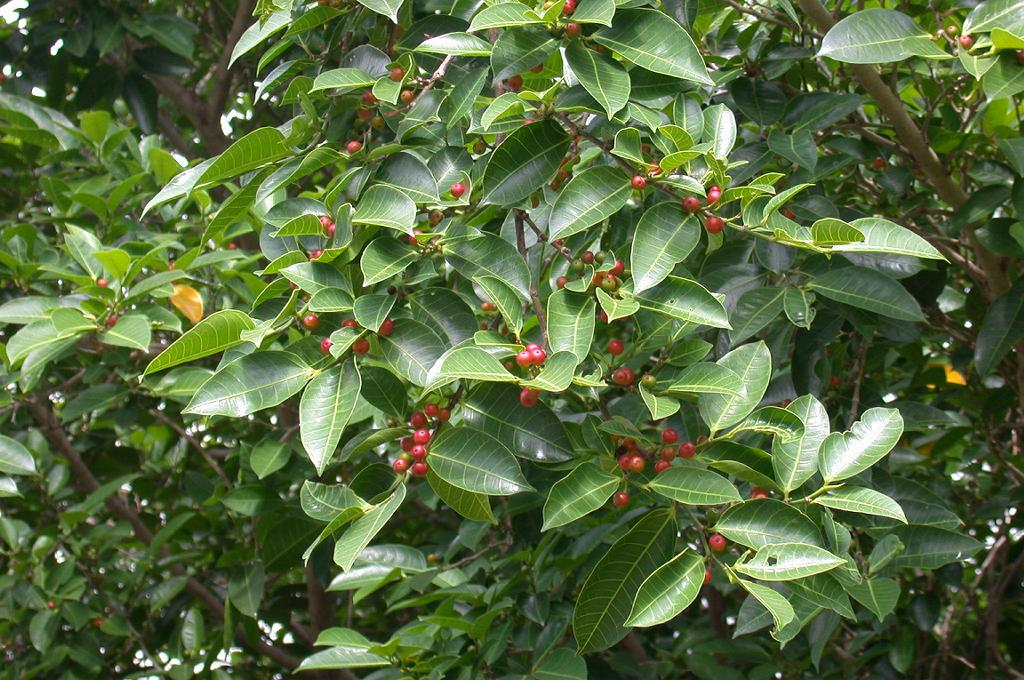
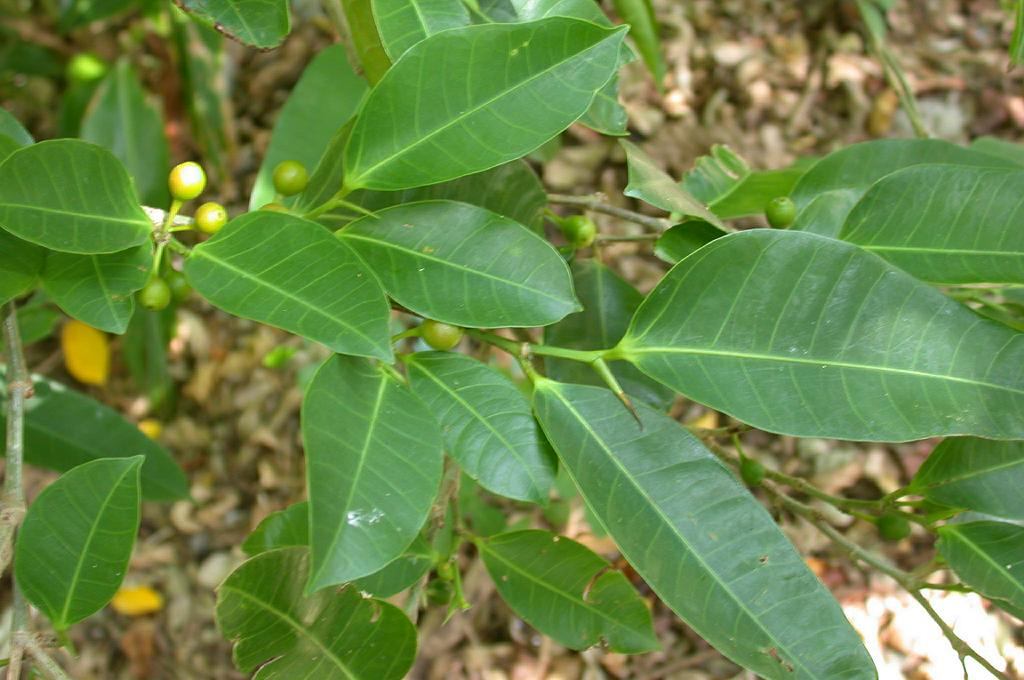